# De Poortere
De Poortere is een Vlaamse achternaam. De naam is afkomstig van het begrip "poorter", een stedeling, een burger met poortersrechten. De naam komt hoofdzakelijk voor in Oost-Vlaanderen, in de regio Gent - Leiestreek - Vlaamse Ardennen. Ook de varianten De Poorter, Depoorter en Depoortere komen in West- en Oost-Vlaanderen voor.

## Bekende naamdragers
- Carlo De Poortere (1917-2002), Belgisch industrieel en verzamelaar
- Ingmar De Poortere (1984), Belgisch wielrenner
- Pieter De Poortere (1976), Belgisch striptekenaar en cartoonist